# ماريانا محمد
ماريانا محمد هي دراجة ماليزية، ولدت في 18 مايو 1978 في ماليزيا.

## وصلات خارجية
- ماريانا محمد على موقع إحصائيات الدراجات الإحترافية (الإنجليزية)